# Тарка (музыкальный инструмент)

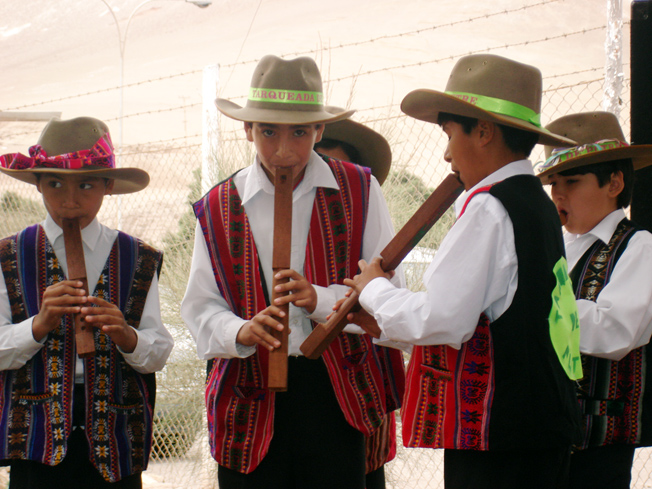
Дети играют на тарках

Тарка (кечуа, аймара tharqa) — музыкальный инструмент, флейта народов Анд (Боливия, Перу, север Аргентины и Чили).
Тарка появилась в доколумбовой Америке у народов аймара.

## Описание
Обычно состоит из дерева, имеет 6 отверстий для пальцев, наконечник на конце для рта и свободное отверстие на дальнем конце. В длину от 20 до 60 см.

## Внешние ссылки
- Aufsatz zu Tarkas
- http://de.arte-indio.com/traditionelle-musik.html
- http://www.nativefluteswalking.com/tarka-flute.shtml